# Amoxicilină/acid clavulanic
Amoxicilină/acid clavulanic (denumit și amoxi-clavulanat sau co-amoxiclav) este un amestec de doi compuși medicamentoși cu acțiune antibiotică (o penicilină și un inhibitor de beta-lactamază), fiind utilizat în tratamentul unor infecții bacteriene. Printre acestea se numără: sinuzită acută, otită medie, faringită streptococică, infecții de tract urinar (cistită, pielonefrită) și infecții cutanate și ale țesuturilor moi, cauzate de germeni sensibili. Calea de administrare disponibilă este cea intravenoasă.
Se află pe lista medicamentelor esențiale ale Organizației Mondiale a Sănătății.

## Reacții adverse
- Leziuni hepatice induse medicamentos (drug-induced liver injury – DILI).[8][9]